# Sourcing
Sourcing – to kompleksowa strategia przedsiębiorstwa definiująca, w jaki sposób i przez kogo obsługiwane będą poszczególne procesy biznesowe, bądź obszary funkcjonalne firmy.
Strategia sourcingowa jest zawsze efektem dogłębnej analizy przedsiębiorstwa (m.in. w kontekście strategii jej rozwoju), powinna definiować obszary, które mają pozostać we władaniu działów wewnętrznych oraz te, które powinny zostać oddane do obsługi partnerom zewnętrznym.
Sourcing jest działaniem wymagającym znacznej wiedzy oraz doświadczenia wynikającego z realizacji tego typu przedsięwzięć w przeszłości. Powyższe wymagania w tym samym zakresie odnoszą się do wielu dziedzin podlegających analizie – finansów, zagadnień prawnych, kwestii pracowniczych, wiedzy z poszczególnych obszarów biznesowych, wiedzy z zakresu zarządzania projektami i innych.
Sourcing zawiera w sobie takie pojęcia, jak outsourcing i insourcing.
Źródło:  SourceOne Advisory